# ليام غراهام
ليام غراهام (بالإنجليزية: Liam Graham)‏ (14 أغسطس 1992 ملبورن أستراليا - ) هو لاعب كرة قدم نيوزلندي يلعب كمدافع.

## روابط خارجية
- ليام غراهام على موقع قاعدة بيانات كرة القدم.إي يو (الإنجليزية)
- ليام غراهام على موقع ناشيونال فوتبول تيمز (الإنجليزية)
- ليام غراهام على موقع Soccerway.com (الإنجليزية)